# 四フッ化炭素
四フッ化炭素 （しフッかたんそ、tetrafluoromethane、carbon tetrafluoride）は炭素のフッ化物で、化学式は CF4。フロン14、テトラフルオロメタン、パーフルオロメタン、フッ化炭素とも呼ばれる。CAS登録番号は [75-73-0]。IUPAC名はテトラフルオロメタン。
フロン類（フルオロカーボン）の一種で、温室効果ガスである。

## 製造
- 炭素とフッ素、または、一酸化炭素とフッ素とを直接反応させて製造する。